# Martin Keune
Martin Keune (* 27. Juli 1959 in Kierspe; † 27. Dezember 2017 in Berlin) war ein Schriftsteller mit Wohnsitz in Berlin und Semlin.

## Leben und Wirken
Keune war Geschäftsführer einer Werbeagentur. Er war einer der Gründer und Vorsitzenden des Berliner Vereins Flüchtlingspaten Syrien.
1978 arbeitete Martin Keune als Pflastermaler am Berliner Kranzler-Eck am Kurfürstendamm.
Von 1984 bis 1989 arbeitete Keune als Background Artist, Drehbuchautor und in der Comic-Abteilung der Trickfilmproduktion von Gerhard Hahn, bevor er sich mit einer eigenen Werbeagentur selbständig machte.
Von 2003 bis 2013 war Martin Keune als passionierter Läufer Mitveranstalter des Semliner Drei-Seen-Laufs, einer seit 1978 bestehenden Volkslaufveranstaltung mit zuletzt bis zu 1000 Teilnehmern, die traditionell am letzten Julisamstag stattfindet.
Im Juni 2016 versteigerte Keune drei Tafeln Kinder Schokolade mit dem Kinderporträt des Fußballspielers Jérôme Boateng zugunsten der Flüchtlingspaten Syrien. Boateng hatte die Tafeln zuvor für die Flüchtlingsinitiative signiert. Die Aktion war eine satirische Replik auf vorhergegangene abwertende Äußerungen von Alexander Gauland und Pegida Bodensee und erregte deutschlandweite Medienaufmerksamkeit. Die drei Tafeln erzielten zusammen einen Versteigerungserlös von 3690 €.
Martin Keune starb am 27. Dezember 2017 im Alter von 58 Jahren an einem Gehirntumor, von dem er erst knapp drei Monate vorher erfahren hatte.

## Werke
- 1999: Mertenspuppe, Kriminalroman, dtv
- 2000: Kaktus Joe oder Die kubistische Geliebte, Kriminalroman, als E-Book 2011
- 2009: Groschenroman. Das abenteuerliche Leben des Erfolgsschriftstellers Axel Rudolph, Biografischer Roman, be.bra verlag[6]
- 2011: Vollspast. Inklusion mit Behinderungen, Eigenverlag[7]
- 2013: Black Bottom: historischer Kriminalroman, be.bra verlag[8]
- 2014: Die Blender: historischer Kriminalroman, be.bra verlag[9]
- 2015: Knockout: historischer Kriminalroman, be.bra verlag[10]

## Semliner Hefte
Seit Sommer 2010 erscheinen vierteljährlich die Semliner Hefte, kleine Bücher eines Autorenkollektivs aus Keune, Heike Brett, Martina Huchthausen, Frieder Neumann (†) und anderen zu Dorfgeschichte, Fauna, Flora sowie Kinderbücher und Reiseführer rund um das westhavelländische Dorf Semlin. Martin Keune war der Herausgeber der Reihe und fotografierte und layoutete die 32-seitigen Drucke. Von den bisherigen 28 Ausgaben schrieb er:
- 2010: Semliner Krug: ein Märchen aus dem Westhavelland
- 2011: Seeumrundung: Wanderführer um den Hohennauener und Ferchesarer See, mit Heike Brett
- 2011: Die Semliner Seifenmaus, Kinderbuch, illustriert von Kristina Heldmann
- 2012: Semliner Tiere: Was in Semlin so kreucht und fleucht
- 2012: Verrat in Semlin. Neues aus dem Leben des Axel Rudolph
- 2013: Semliner See. Der Hohennauener, Semliner und Ferchesarer See: Fakten, Mythen, Katastrophen, mit Heike Brett
- 2013: Die Tote im Schilf. Semliner Kriminalroman
- 2014: Es geschah im Schloss: Die Geschichte der Lötze.[11]
- 2014: Semlin im Krieg. Das Dorf im Ersten Weltkrieg (mit Heike Brett)
- 2014: Semliner Bäume. Alte, Riesen, Zugereiste: Ein Staun- und Wanderbuch
- 2014: Semlin bei Nacht: Von Bibern, Anglern, Sternenfreunden
- 2015: Semlin 2041: Das Dorf in der Zukunft[12]
- 2015: Semliner Gesichter. Fotoprojekt mit 100 Porträtfotos der Einheimischen[13]
- 2015: Semlin für Anfänger
- 2016: So ein Zirkus in Semlin. Kinderbuch (illustriert von Kristina Heldmann)[14]
- 2017: 1945: Kriegsende in Semlin, Die ersten Wochen nach dem Zweiten Weltkrieg (mit Heike Brett)
- 2017: Semliner Kindergarten (mit Heike Brett und Ingrid Schmidt)[15]
- 2017: Semliner Insekten-Buch

## Ausstellungen
- 1981: Lüdenscheider Künstler, Städtische Galerie Lüdenscheid. Gemeinschaftsausstellung mit Nitrofrottagen von Martin Keune
- 1982: Balance, Federzeichnungen und Nitrofrottagen in der Galerie „Claquoise“, Sindelfingen
- 1985: Martin Keune im Untergrund, Federzeichnungen und Folienschnitte im „Untergrund“, Berlin-Moabit
- 2014: Slow Targets. Ausstellung mit fotografischen Arbeiten von Martin Keune. Galerie Fehler 1, Berlin
- 2015: The Prophecies, drei Fotozyklen in der Stiftung Wissenschaft und Politik

## Weitere Veröffentlichungen
- 1972: Die Maus auf dem Mars, 100 Gewinnertexte des Fabulier-Wettbewerbes. Darunter von Martin Keune: Der Roboter. Wien, Ueberreuter
- 1984: Jetzt geht’s rund durch den Wedding. Eine historische Stadtteilwanderung, Geschichtswerkstatt Wedding. Mit 10 Aquarellen von Martin Keune.
- 1984: Taxi. Ein Lesebuch, Autorengruppe Taxi. Mit Illustrationen von Martin Keune.
- 1988: Diese Katze Rap, Songproduktion für KidTV; Text Martin Keune, gesungen von Pascal von Wroblewsky.
- 1990: Kochbuch für Stümper, Ratgeber von Thomas Platt und Martin Keune; Illustrationen von Rötger Feldmann. Berlin, Altamira
- 1991: Golem, Literaturcomic von Dino Battaglia nach Gustav Meyrink. Lettering und Nachwort: Martin Keune. Berlin, Altamira
- 1991: Reisen für Stümper, Ratgeber von Thomas Platt und Martin Keune; Illustrationen von Rötger Feldmann. Berlin, Altamira
- 1999: Berlin für die Tasche, ein Reiseführer im Spielkartenformat, illustriert und geschrieben von Martin Keune. Berlin, Nicolai
- 2000: Partytips für Stümper, Ratgeber von Thomas Platt und Martin Keune; Illustrationen von Rötger Feldmann. Kiel, Achterbahn
- 2004: Genussbarometer Deutschland von Thomas Platt. Darin von Martin Keune: „Das Ausnahmegefühl in der Achterbahn“. Berlin, Ch. Links
- 2010: Wulff, tu’s nicht, Songproduktion für Campact gegen die Atom-Laufzeitverlängerung durch Christian Wulff; Text und Videoproduktion Martin Keune, gespielt von der Red House Sugar Farm.
- 2015: Bücher auf den Punkt gebracht von Ulrich Hopp und Ingrid Feix. Darin von Martin Keune: „Gurkenherzen in Bornstedt“. Berlin, be.bra verlag
- 2016: Warum wir das schaffen müssen, Corinna Meinhold/Anja Lerz (Hrsg.). Darin von Martin Keune: „Helfen? Eine verrückte Idee“. Moers, Brendow Verlag
- 2016: Herzoffen, fotografische Bebilderung eines Gedichtbandes von Nina Omilian
- 2017: Kritzel Dich durch Berlin, Reiseführer, Brendow